# Роздольне (Скадовський район)
Роздольне, до 1956 р. — Дофіне (рос. Дофино; також Дофінівка, Дух-Фіней) — селище в Україні, в Каланчацькому районі Херсонської області. Населення становить 1336 осіб.

## Географія
Розташовано на березі Джарилгацької затоки, за 18 км на південь від районного центру та за 6 км від автодороги Хорли—Каланчак.

## Історія
Село виникло в середині XIX ст. на місці татарського поселення Дух-Фіней, як один із маєтків відомої династії Фальц-Фейн, який отримав назву Дофіно. Тут знаходилась одна із садиб цієї родини. Софія Богданівна Фальц-Фейн заснувала в Дофіно кондитерську фабрику. Сьогодні від маєтку Фальц-Фейнів в селі залишився парк — пам'ятка садово-паркового мистецтва.
24 лютого 2022 року село тимчасово окуповане російськими військами під час російсько-української війни.

## Символіка
Символіка  с. Роздольне затверджена Рішенням IX сесії сільської ради VII скликання  від 19.08.2016 року № 67.  Автор герба та прапора – Андрій Гречило.

### Герб
На основі, перетятої хвилясто на 3 срібні та 2 сині поля, виходить зелене вістря, в якому відкрита золота мушля з чорною перлиною на срібному внутрішньому полі. 
Обабіч на золотих полях – по червоній квітці тюльпана Шренка.
Мушля з перлиною символізує виникнення поселення як економії Дофіно, яку вважали «перлиною» володінь Фальц-Фейнів. Срібна хвиляста основа вказує на розташування селища над Чорним морем. Квітки тюльпана Шренка та зелене поле означають унікальність місцевої флори. Золоте поле уособлює багаті землі Степової України.

### Прапор
```
Квадратне полотнище. У центрі – рівностороннє трикутне зелене поле з хвилястою основою і вершиною посередині верхнього краю полотнища. На ньому відкрита жовта мушля з чорною перлиною на білому внутрішньому полі, обабіч на жовтих полях – по червоній квітці тюльпана Шренка. Знизу – три хвилясті смуги (2 білі і 1 синя).
```

## Населення
Згідно з переписом УРСР 1989 року чисельність наявного населення селища становила 1504 особи, з яких 726 чоловіків та 778 жінок.
За переписом населення України 2001 року в селищі мешкало 1327 осіб.

### Мова
Розподіл населення за рідною мовою за даними перепису 2001 року:
| Мова       | Відсоток |
| ---------- | -------- |
| українська | 87,05 %  |
| російська  | 9,88 %   |
| вірменська | 1,42 %   |
| білоруська | 0,75 %   |
| молдовська | 0,15 %   |
| німецька   | 0,15 %   |
| грецька    | 0,07 %   |
| польська   | 0,07 %   |
| румунська  | 0,07 %   |
| угорська   | 0,07 %   |
| інші       | 0,32 %   |